# Smal parasitbagge
Smal parasitbagge (Pelecotoma fennica) är en skalbaggsart som först beskrevs av Gustaf von Paykull 1799.  Smal parasitbagge ingår i släktet Pelecotoma, och familjen kamhornsbaggar. Enligt den finländska rödlistan är arten nära hotad i Finland. Arten har ej påträffats i Sverige. Artens livsmiljö är naturmoskogar.